# 足立友里恵
足立 友里恵（あだち ゆりえ、1985年4月26日 - ）は、北海道札幌市豊平区出身の元女性アイスホッケー選手。ポジションはフォワード。立命館慶祥高等学校、早稲田大学スポーツ科学部卒業。SEIBUプリンセス ラビッツ（旧 コクドレディース）に所属していた。身長155cm。ベンヌ所属。現姓：河村。

## プロフィール
小学生の時に兄の影響でアイスホッケーを始める。小学生時代は男子が圧倒的に多い中、チームのキャプテンを務めた。その後札幌市立羊丘中学校を経て立命館慶祥高等学校に進学後、2年生次にアイスホッケー女子日本代表に初選出される。札幌市内のクラブチームに所属した後、早稲田大学進学と同時にSEIBUプリンセス ラビッツに移籍。
2007年1月から2月にかけて長春（ 中国）で開催された2007年アジア冬季競技大会に出場して銀メダルを獲得。同年4月、栃木県日光市で行われた2007年女子アイスホッケー世界選手権ディビジョンIでは6得点4アシストをマークして優勝とトップディヴィジョン昇格に貢献。2008年と2009年には世界選手権トップディヴィジョンに出場。
2008年11月、上海（ 中国）で開催されたバンクーバーオリンピック世界最終予選に出場。チームはチェコ、ノルウェーには勝利したが、最終戦で中国代表に敗れて、2勝1敗の2位で敗退。2009年、ハルビン（ 中国）で行われた2009年冬季ユニバーシアードではキャプテンを務めた。2011年1月から2月にかけてアルマトイ（ カザフスタン）で開催されたアジア大会では2大会連続の銀メダル。
2013年2月、ポプラト（ スロバキア）で開催されたソチオリンピック女子アイスホッケー世界最終予選に出場。初戦でノルウェーに勝ち、2戦目でスロバキアにゲームウイニングショットで敗れた後、最終戦でデンマークを下しC組で1位となり、4大会ぶりのオリンピック出場権を獲得した。
所属するSEIBUでは2008年から2010年までの全日本女子アイスホッケー選手権大会3連覇などに主力として貢献。2012年大会でも優勝に貢献して最優秀選手賞を受賞している
2014年、ソチオリンピック日本代表選手として出場。2018年、平昌オリンピック日本代表選手として出場。
2018年6月15日のブログにて、2017年度のシーズンをもって現役引退したことを発表した。

## エピソード
美人アスリートとしても知られている。尊敬する人物は1998年長野オリンピック当時の日本代表主将を務めた近藤陽子で、元アナウンサーの中野涼子は従姉にあたる。
早稲田大学で知り合ったスポーツ科学の研究者の男性と2014年9月27日に結婚し、2015年5月18日にグランドプリンスホテル高輪で挙式、披露宴を行った。

## 日本代表歴
- 冬季オリンピック本大会
  - ソチオリンピック  2014年
- 冬季オリンピック予選
  - バンクーバー最終予選、ソチ最終予選
- 女子アイスホッケー世界選手権
  - トップディヴィジョン　2008年、2009年
  - ディヴィジョンI　2003年、2007年、2012年、2013年
- アジア冬季競技大会アイスホッケー競技
  - 2007年長春、2011年アスタナ・アルマトイ